# August (títol)
August, del llatí Augustus (plural: augusti), 'majestuós', 'impulsor', o 'venerable', era un títol Romà Antic, que va ostentar per primer cop Cèsar August i posteriorment esdevinguí un dels títols amb què són ara coneguts els Emperadors Romans. La forma femenina és Augusta.
Encara que l'ús del cognom «Augustus» com a part del nom és generalment interpretat com a identificació de l'emperador August, aquesta interpretació és un xic errònia, ja que «Augustus» era el nom més significatiu associat amb l'emperador, però no representava de fet cap títol oficial fins al segle iii sota el mandat de Dioclecià. La dignitat Imperial no era un títol ordinari, sinó una concentració força extraordinària de poders a les mans d'un home; «Augustus» era el nom que inequívocament identificava aquell home.
L'equivalent grec és sebast, o l'hel·lenització d'augustus. Després de la caiguda de l'Imperi, la paraula no era inusual com a nom per a homes de sang noble a Europa, especialment a les terres del Sacre Imperi Romanogermànic.

## Caesar Augustus

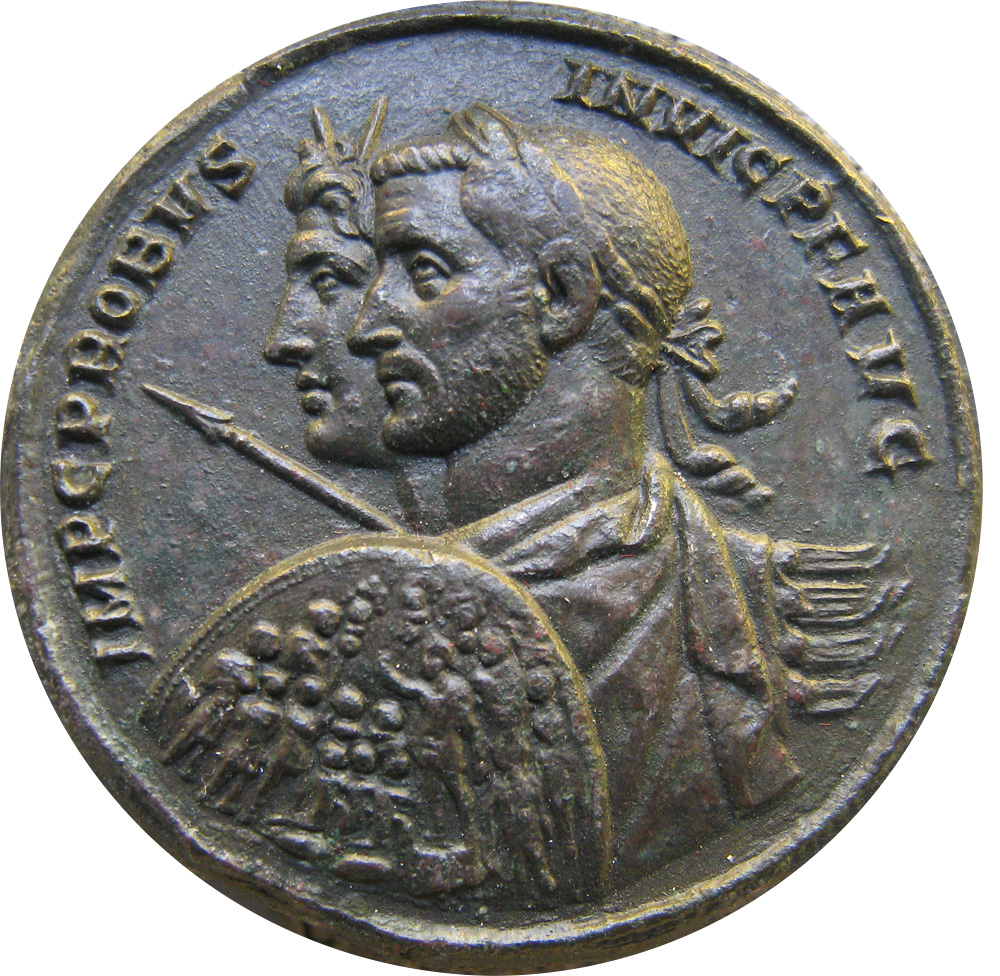
Moneda de finals del amb l'emperador Probus amb les inscripcions Invictus [INV] ("invicte") i Pius Felix (abreujat [PF] - Pietós i Beneït). Augustus [AVG].

El primer «augustus» (i el primer home considerat Emperador romà) va ser Gaius Julius Caesar Octavianus, títol atorgat pel Senat romà el 16 de gener de l'any 27 aC; durant els quaranta anys següents, August (com serà conegut), literalment, marcarà l'estàndard pel qual els subsegüents Emperadors podrien ser reconeguts, acumulant diversos títols i poders i fent identificable el seu propi nom («Augustus») amb la consolidació d'aquests poders. Encara que el nom no indicava res a nivell legal, es reconeixia com que representava tots els poders que aquell Caesar Augustus havia acumulat.
Com a princeps senatus (literalment, «príncep del senat», «primer home del senat») era el cap del Senat, l'equivalent a un modern Primer Ministre. Com a Pontifex maximus (literalment «sacerdot màxim») era el sacerdot principal de la religió estatal romana; com a ostentador de l'imperium consular tenia una autoritat igual a la dels magistrats (i epònims) dins de Roma i com ostentador de l'imperium maius tenia una autoritat més alta que aquests a fora de Roma (a causa d'això, restava per sobre de tots els governadors provincials i era també comandant suprem de totes les legions romanes); com ostentador de la tribunicia potestas tenia inviolabilitat personal (sacrosanctitas) i el dret per vetar qualsevol acte o proposta feta per qualsevol magistrat dins de Roma, actuant com l'apoderat principal per al cos legislatiu. Aquesta concentració de poders esdevindria el model ideal, pel qual tots els subsegüents Emperadors havien d'haver governat Roma, en teoria (a la pràctica aquesta teoria sistemàtica i sofisticada gradualment perdia qualsevol semblança a la realitat i es col·lapsava completament al segle iii i al segle iv, quan els Emperadors es van convertir en imitadors dels dèspotes orientals i ja no eren el «primer entre iguals»).
Octavi Cèsar August també va fixar l'estàndard pel qual s'anomenaven els Emperadors Romans, instaurant els tres títols emprats per la majoria d'Emperadors Romans - imperator, caesar i Augustus - tots ells adoptats per Cèsar August (que s'autoanomenava oficialment «Imperator Caesar Augustus»). D'aquests noms, només «Augustus» era únic per l'emperador mateix (mentre que la mare o la dona de l'emperador podien ostentar el títol d'«augusta»), i els altres podrien, i de fet ostentaven, els títols d'«Imperator», i «Caesar"», nom que usaven els membres d'un clan dins de la família Júlia. Es va fer comú que un Emperador adoptes el nom Nn. Caesar (on Nn. és l'antropònim de l'individu) o posteriorment Nn. Nobilissimus Caesar («Nn. Cèsar Més Noble»), i ocasionalment el títol Princeps Iuventutis («Primer entre la Joventut»). Un cop ascendit a la porpra, el nou Emperador normalment adoptava com a mínim un d'aquests títols i l'integrava al seu nom oficial. Els Emperadors posteriors van introduir nous títols com Pius Felix, «Pietós i Beneït», i Invictus, «inconquerit», «no vençut», als seus antropònims.
En aquest ús, indicant l'assumpció completa de tots els poders Imperials, «Augustus» és aproximadament anàleg a emperador romà, tot i que «august» no correspon a la concepció moderna i monàrquica sobre la figura d'un Emperador. Cal notar que no hi havia cap càrrec constitucional associat amb la dignitat imperial; l'autoritat personal de l'emperador (dignitas) i influència (auctoritas) provenien de la seva posició com princeps senatus, i la seva autoritat legal es derivava del seu consulari imperium i tribunicia potestas En la teoria constitucional romana, es podria considerar «augustus» com una abreviació per «maximus consulari imperio et tribuniciae potestate de pontífexs de princeps senatus est» (o bé, «cap de la casa i sacerdot principal amb consular imperium i poder tribunici»)
«Augustus» és comparable a la dignitat britànica de príncep; és un títol personal, dignitat, o atribut més que un títol de noblesa com duc o rei. L'Emperador era anomenat de forma més comuna com a princeps, tanmateix, amb el pas del temps, imperator o Caesar es van convertir en termes més comuns.

## Dones de la dinastia imperial

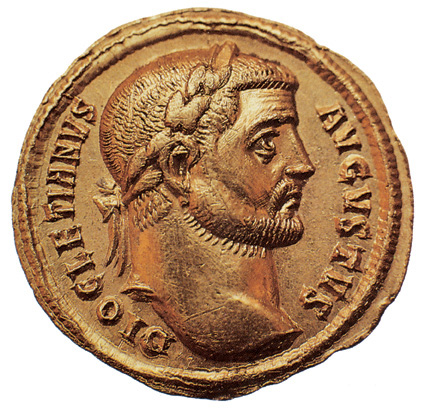
Una moneda romana amb l'efígie de l'emperador Dioclecià [DIOCLETIANVS] i el títol [AVGVSTVS] a la dreta

Originalment, el títol Augusta era només excepcionalment atorgat a les dones de les dinasties Imperials: per a aquestes dones significava un reforçament del seu poder mundà, i un estatus proper a divinitat. No hi havia cap qualificació de més alt prestigi.
La primera dona a rebre'l va ser Lívia Drusil·la, per la darrera voluntat del seu marit August (l'any 14). Per això se la coneixia com a Julia Augusta. Així com August va ser el model per subsegüents emperadors, Julia Augusta ho era per a totes les Augustae (plural d'Augusta). Un model que incloïa conspirar perquè un fill es convertís en successor al tron, i podia caure en desgràcia a ulls del nou Emperador si les maquinacions havien tingut èxit.
Agrippina minor, que es va convertir en «Augusta» amb el seu últim marit, Claudi, va conspirar, i va ser enviada a la mort pel seu fill Neró uns quants anys després que s'hagués convertit en Emperador.
Si el títol d'Augustus pot ser comparat al títol de Príncep en societats més modernes, llavors Augusta seria anàleg al títol britànic de Princesa Reial, un títol atorgat pel monarca que regna, en casos rars, a un parent fet que li atorga prominència entre altres membres de la casa reial. Naturalment, això és només una comparació parcial: Princesa Reial era un títol sovint rebut per dones més joves, mentre Augusta era reservat per a les dones d'edat. En aquest sentit Augusta també té alguna cosa de la connotació de Reina Mare. Per altra banda, el fet de ser «semblant a divinitat» no es pot extrapolar a cap dels títols més moderns.

## En l'Imperi Romà dividit
Més tard, sota la tetrarquia, el títol d'augustus era ostentat pels dos emperadors preeminents, el d'Occident i el d'Orient, mentre que caesar es referia als emperadors «júniors», subordinats als altres.
Els tres títols principals dels emperadors imperator, caesar, i augustus es van transformar en autocràtor, cèsar i sebast. El títol grec es va continuar utilitzant en l'Imperi Romà d'Orient fins a la seva extinció el 1453, encara que sebast va perdre l'exclusivitat imperial: les persones que no eren l'emperador podrien rebre títols formats per sebast i autocràtor es va convertir en el títol exclusiu de l'emperador romà d'Orient.
Focas fou l'últim emperador romà d'Orient a portar el títol d'august. El seu successor —i botxí—, Heracli, ja es feu anomenar basileu.
L'últim emperador romà d'Occident, Ròmul Augústul era conegut com a Augustulus, o 'petit august', a causa de la insignificança del seu regnat.

## Llegat
El títol llatí dels emperadors del Sacre Imperi Romanogermànic era normalment «Imperator Augustus», que transmet el sentit modern d'emperador més que el sentit romà original (com ara el «primer ciutadà» de la República). Així la paraula alemanya per a «emperador» és Kaiser, un derivat relativament clar de caesar.